# Drosophila micromyia
Drosophila micromyia este o specie de muște din genul Drosophila, familia Drosophilidae, descrisă de Hardy și Kaneshiro în anul 1975. Conform Catalogue of Life specia Drosophila micromyia nu are subspecii cunoscute.